# Затылочная кость

Анатомическое расположение (зелёным)

Заты́лочная кость (лат. os occipitale) — непарная кость мозгового отдела черепа человека, расположенная в задне-нижней части черепа. Образует заднюю часть свода черепа и участвует в образовании основания черепа. Состоит из четырёх частей. Затылочная кость соединяется швами с теменными и височными костями, а также образует сочленения с клиновидной костью и с первым шейным позвонком (атлантом). Имеет двойное (мембранозное и хрящевое) происхождение.

## Строение
Состоит из 3 частей:
- затылочная чешуя (лат. squama occipitalis);
- латеральные массы, или мыщелки (лат. partes laterales);
- тело (базилярная часть, базион) (лат. pars basilaris).

В месте соединения четырёх частей расположено большое затылочное отверстие (лат. foramen occipitale magnum), соединяющее полость черепа с позвоночным каналом.

### Чешуя
Представляет собой плоскую пластинку сферической формы, с наружной (выпуклой) и внутренней (вогнутой) поверхностью.
На наружной поверхности имеется:
- Наружный затылочный выступ (инион) — доступное пальпации возвышение в центре затылочной чешуи;
- Затылочная площадка — часть чешуи выше иниона;
- Наивысшая выйная линия — начинается от верхнего края иниона;
- Верхняя выйная линия — на уровне затылочного выступа между наивысшей и нижней выйной линией;
- Нижняя выйная линия — между верхней выйной линией и большим затылочным отверстием;
- Наружный затылочный гребень — идёт вертикально от иниона к БЗО.

На внутренней поверхности имеются:
- Крестообразное возвышение — возвышение на внутренней поверхности затылочной кости, в месте перекреста внутреннего затылочного гребня и борозд верхнего сагиттального и поперечного синусов.
- Внутренний затылочный выступ — соответствует месту слияния венозных синусов;
- Внутренний затылочный гребень;
- Борозда верхнего сагиттального синуса;
- Две борозды поперечного синуса;
- Базион — условная точка, соответствующая середине переднего края большого затылочного отверстия;
- Опистион — опознавательная точка, соответствующая середине заднего края большого затылочного отверстия.

Рельеф внутренней поверхности обусловлен формой прилегающего к ней мозга и его оболочек.

### Латеральные массы
Ограничивают большое затылочное отверстие с боковых краёв. На наружной поверхности имеются мыщелки для соединения суставными поверхностями первого шейного позвонка (атланта).
В составе латеральных масс различают:
- Яремные отростки — ограничивают с боковых сторон яремное отверстие, соответствуют поперечным отросткам позвонка;
- Канал подъязычного нерва (подъязычный канал) — расположен спереди и сбоку от большого отверстия. Содержит XII черепной нерв;
- Мыщелковый канал — расположен позади мыщелка, содержит эмиссарную вену;
- Яремный бугорок — расположен над подъязычным каналом.

### Тело
Самая передняя часть. Скошена спереди и сверху. В ней различают:
- Нижняя поверхность — несёт на себе глоточный бугорок, место прикрепления шва глотки;
- Два наружных края — соединяются с пирамидами височной кости;
- Верхняя поверхность (скат) — обращена в полость черепа.
- По латеральному краю проходит борозда нижнего каменистого синуса

## Сочленения

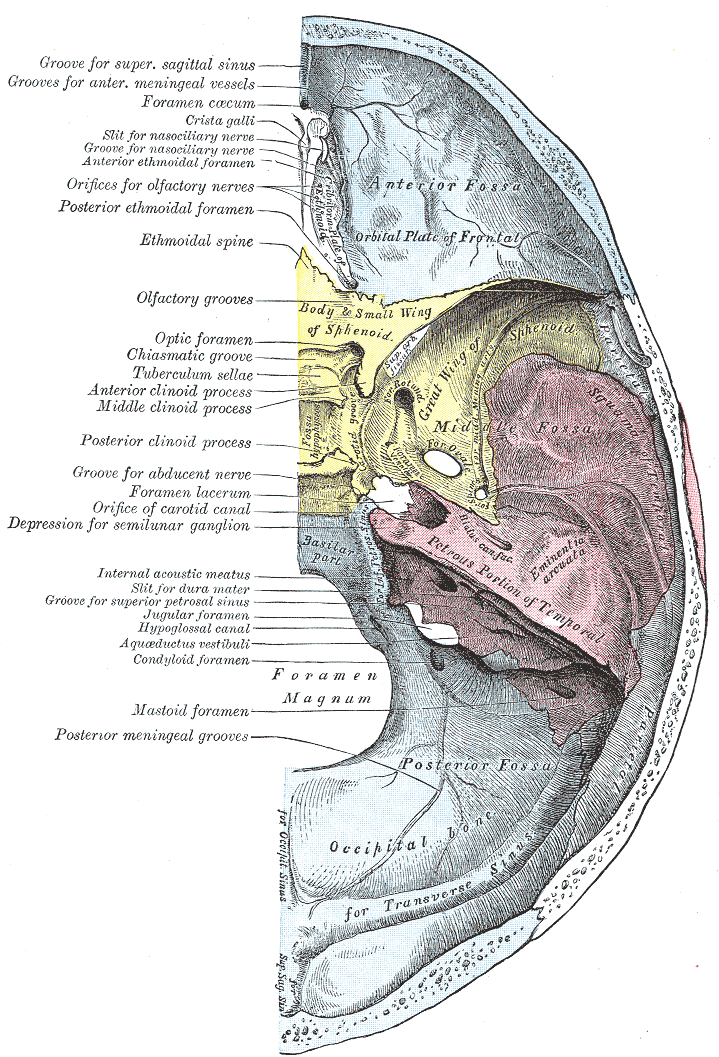
Кости основания черепа, вид сверху

Образует сочленения с костями свода и основания черепа. Является связующим звеном между черепом и позвоночником.
- С клиновидной костью: передняя поверхность тела затылочной кости соединяется с задней поверхностью клиновидной. Соединение типа синхондроз.
- С теменной костью: затылочно-теменным швом. Верхне-передний край затылочной кости соединяется с задним краем теменной. В месте стыка межтеменного и затылочно-теменного швов расположена условная точка «лямбда». Иногда в области лямбды присутствует межтеменная кость, формируемая из верхней половины затылочной чешуи, отделяясь о неё поперечным швом.
- С височной:

1. Затылочно-сосцевидный шов: сосцевидный край затылочной кости соединяется с задненижней поверхностью височной кости;
2. Петро-югулярный шов: яремный отросток затылочной кости соединяется с яремной вырезкой височной кости;
3. Петро-базилярный шов — латеральный край основания затылочной кости соединяется с пирамидой височной кости. Соединение типа шиндилёз.

- С первым шейным позвонком: мыщелки затылочной кости своей выпуклой нижней поверхностью соединяются с вогнутыми поверхностями атланта. Сустав типа диартроз (имеется хрящ, капсула, связки, синовия).

## Связи

### Прикрепление связок
- Передняя атланто-затылочная мембрана: натянута между передней дугой атланта и основанием затылочной кости;
- Задняя атланто-затылочная мембрана: между задней дугой атланта и задней частью большого затылочного отверстия. Входит в состав задней стенки позвоночного канала;
- Латеральная атланто-затылочная связка: соединяет поперечный отросток атланта с яремным отростком затылочной кости;
- Связка зуба: от верхушки зуба (отростка второго шейного позвонка) к переднему краю большого отверстия;
- Крыловидные связки зуба: к латеральным краям большого отверстия;
- Покровная мембрана: продолжение задней продольной связки в направлении переднего края большого отверстия, переходит в надкостницу костей основания черепа;
- Поверхностный апоневроз: прикрепляется по верхней выйной линии;
- Глубокий апоневроз: прикрепляется к основанию затылочной кости.

### Прикрепление мышц
- К наивысшей затылочной линии: затылочное брюшко надчерепной мышцы;
- К верхней затылочной линии: затылочная, трапециевидная, грудино-ключично-сосцевидная, ременная;
- К нижней затылочной линии: малая задняя прямая мышца головы (к остистому отростку атланта), большая задняя прямая (к остистому отростку второго шейного позвонка), верхняя косая мышца головы (к поперечному отростку второго шейного позвонка).

### Твёрдая мозговая оболочка
- Намёт мозжечка: прикрепляется по краям поперечной затылочной борозды;
- Серп мозга: прикрепляется задней частью к краям борозды верхнего сагиттального синуса;
- Серп мозжечка: к внутреннему затылочному гребню.

### Нервы
- Через яремное отверстие проходят: IX (языкоглоточный), X (блуждающий), XI (добавочный) пары черепных нервов;
- Через канал подъязычного нерва на уровне мыщелков: XII пара (подъязычный);
- Спинальные корешки XI пары проходят через большое затылочное отверстие.

### Сосуды
- На уровне внутреннего затылочного возвышения находится место слияния синусов (лат. confluens sinuum), куда впадают поперечные, нижний затылочный, верхний сагиттальный и прямой синусы;
- Нижний затылочный синус проходит по внутреннему затылочному гребню;
- Верхний сагиттальный синус — в одноимённой борозде;
- Поперечные синусы — в одноимённых бороздах;
- Внутренняя яремная вена: проходит через яремное отверстие;
- Нижний каменистый синус: в бороздке между пирамидами височной кости и латеральными массами затылочной;
- Позвоночные артерии: проходят в полость черепа через большое затылочное отверстие. Менингеальные ветви кровоснабжают кости черепа и ТМО мозжечка;
- Задняя менингеальная артерия (ветвь наружной сонной): проникает в череп через яремное отверстие, кровоснабжает ТМО задней черепной ямки.

## Развитие

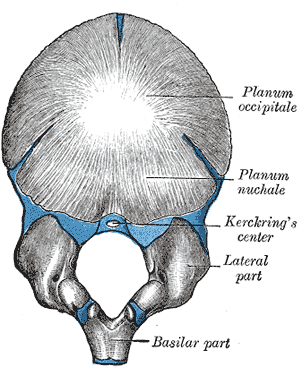
Затылочная кость новорождённого

### Пренатальный период
Затылочная кость состоит из двух частей:
- Межтеменная чешуя — часть кости выше верхней выйной линии, имеет мембранозное происхождение с двумя точками окостенения;
- Окципут — вся остальная кость ниже верхней выйной линии, имеет хрящевое происхождение с шестью точками окостенения. Состоит из супраокципута (чешуя ниже верхней выйной линии) с двумя ядрами окостенения, инфраокципута (мыщелки и основание кости) с четырьмя ядрами окостенения. На уровне канала подъязычного нерва мыщелки разделены на переднюю 1/3 и задние 2/3. На границе супра- и инфраокципутов проходит т.н шарнир Будена - ничто иное как задний интраокципитальный синхондроз - хрящевое соединение чешуи затылочной кости с ее латеральными частями.

### Период рождения
Затылочная кость состоит из шести частей, разделённых хрящом:
- Чешуя;
- Пара задних 2/3 мыщелков;
- Пара передних 1/3 мыщелков;
- Основание.

### После рождения
Слияние супра- и инфраокципута происходит в 5 лет. Слияние передних и задних частей мыщелков и основания заканчивается к 7 годам.

## Галерея

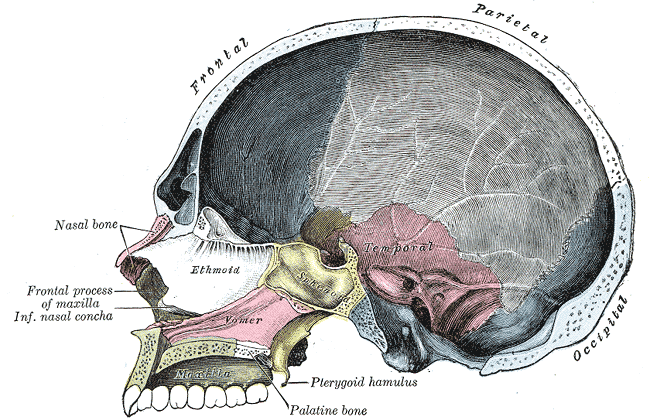
Сагиттальный распил черепа
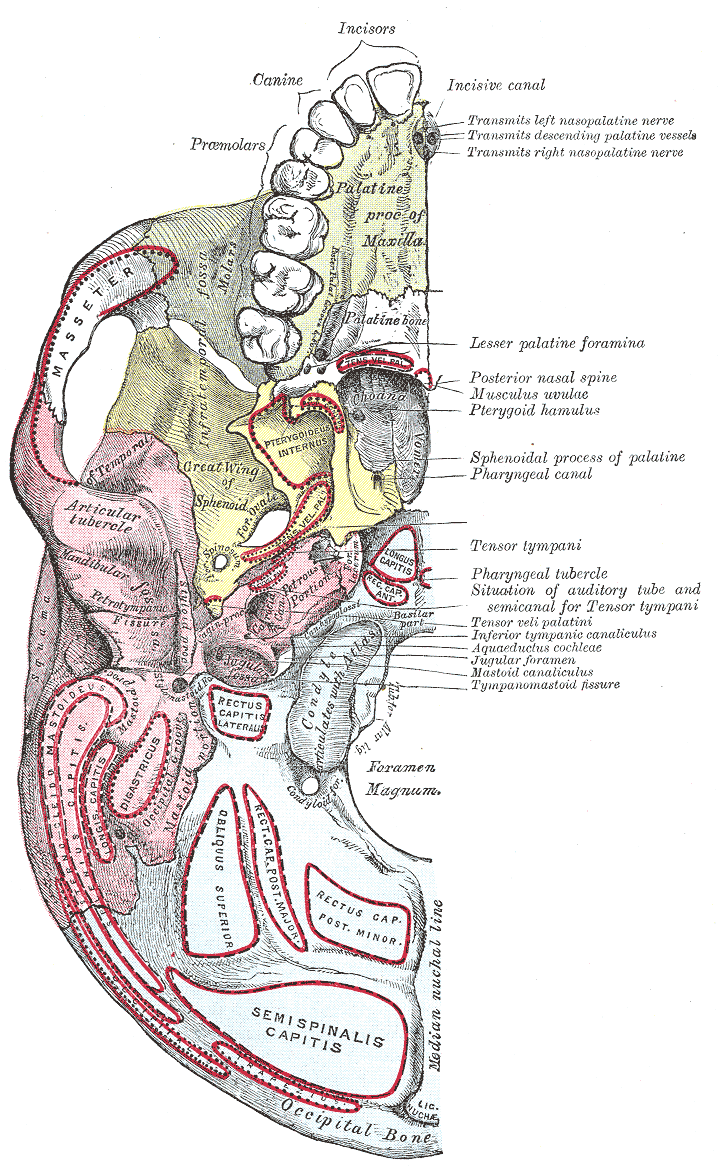
Основание черепа, вид снизу
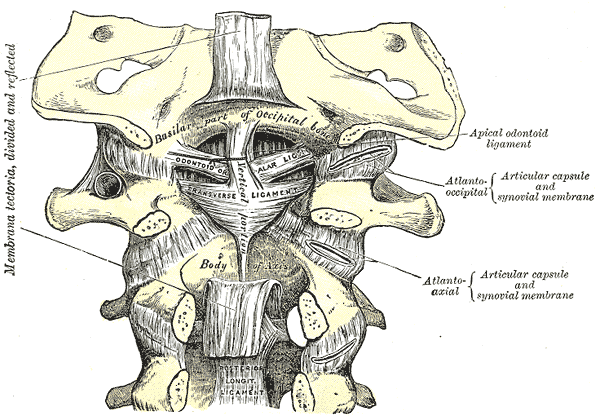
Покровная мембрана, поперечные и крыловидные связки
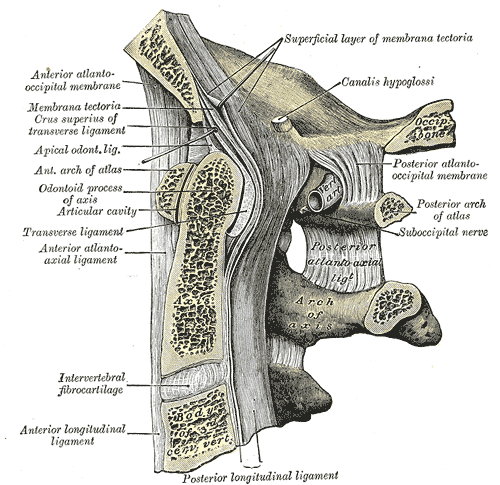
Срединный сагиттальный распил через основание затылочной кости и шейных позвонков